# 方針管理
方針管理（ほうしんかんり）とは「経営方針に基づき、中・長期経営計画や短期経営方針を定め、それらを効率的に達成するために、企業組織全体の協力の下に行われる活動」をいう（日本科学技術連盟の定義）。

## 概要
方針管理は、管理の手法であるTQC/TQM(Total Quality Control/Total Quality Management)の中核をなすものであり、主な内容は以下のとおりである。
1. 長期計画の策定・公布
2. 期間方針（重点実施項目）の策定・公布
3. 実行段階でのフォローアップ
4. 期末にて診断、評価を実施
5. 診断、評価結果を関連担当者へフィードバック

特に重要となるのは、全社の中長期経営計画を立案し、その計画を元に、部→課→グループといった組織の下位レベルに対し、方針、目標、方策を展開する点である。
- 長期方針と期間（短期）方針

1. 長期計画の策定・公布  長期方針には、売上、工程不良率、在庫金額などの成果方針と、新商品開発、工程無人化、分社化などの方策方針があるが、いずれにせよ企業としての5年、10年後のビジョンを明確にする。
2. 期間方針（重点実施項目）の策定・公布 年度方針などの短期の方針である。

最近は、ビジョンと方針を結びつけることが重視されており、例えば5年後に実現する姿であるビジョン(Vision)と、ビジョン実現のために3年から4年後に実行する戦略(Strategy)と、直近の1年から2年の間に実行すべき方針(Activities)から構成されるビジョン･戦略･方針管理(VSA)を設定する企業が増えている。